# 蘭德爾巴赫河
52°18′28″N 7°24′31″E / 52.30778°N 7.40861°E

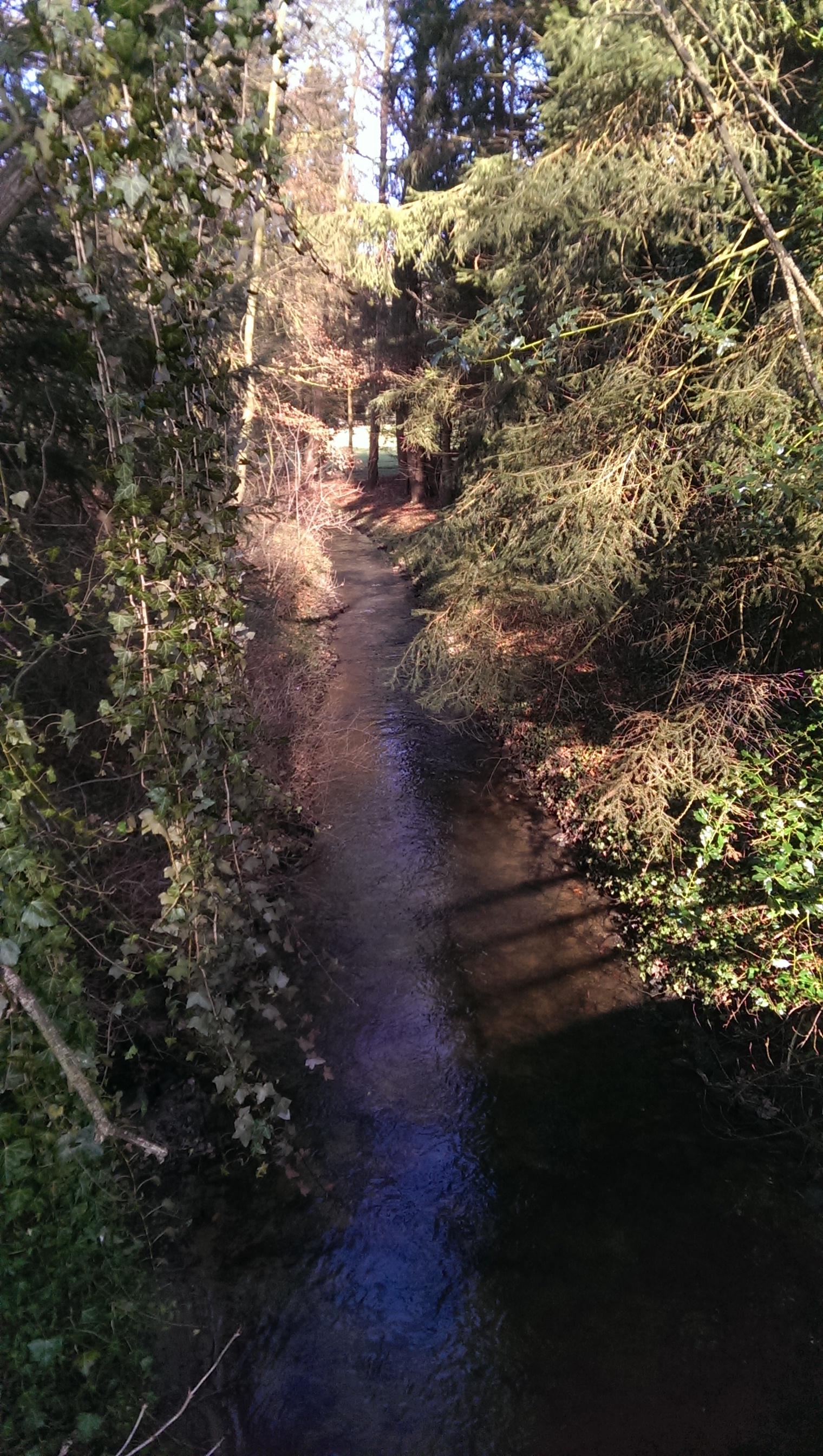

蘭德爾巴赫河（德語：Randelbach），是德國的河流，位於該國西部，處於北萊茵-威斯特法倫州，屬於埃姆斯河的左支流，河道全長5.9公里，流域面積14.4平方公里。